# Klaus Farin

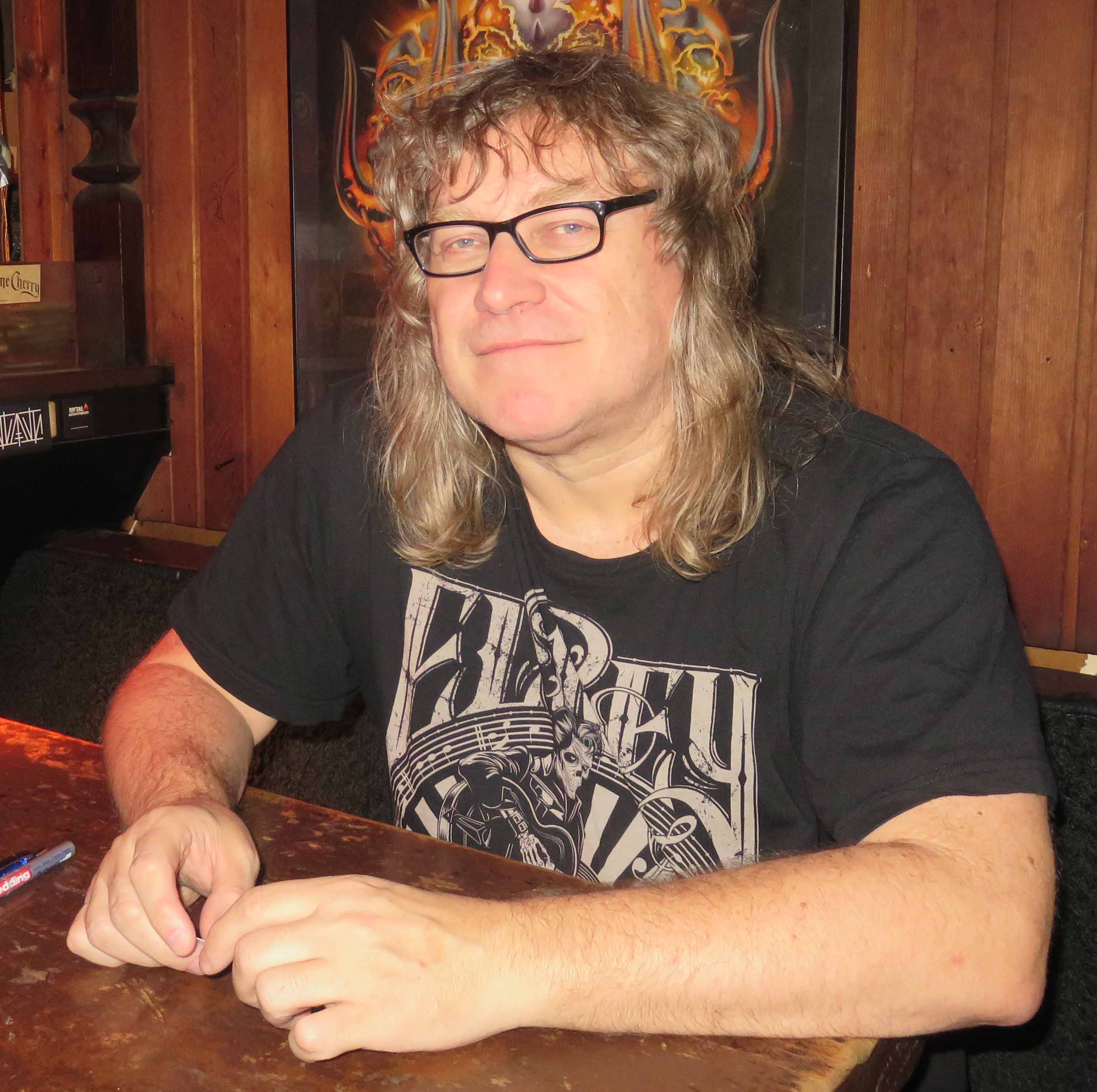
Klaus Farin (2017)

Klaus Heribert Farin (* 20. April 1958 in Gelsenkirchen-Buer) ist ein deutscher Aktivist, Autor und Verleger.

## Leben
Klaus Farin gab bereits im Alter von 15 Jahren seine erste Zeitschrift in seinem Gelsenkirchener Gymnasium heraus. Sein erstes Buch veröffentlichte er mit 20 Jahren, das Vorwort schrieb Günter Wallraff. 1980 zog Farin vor allem wegen der lebendigen Jugendszene nach Berlin. 1981 wurde er auf Empfehlung des Vorsitzenden Bernt Engelmann in den Verband deutscher Schriftsteller (VS) aufgenommen.
Farin gründete 1997 mit den Journalisten und Wissenschaftlern Joachim Kersten, Gabriele Rohmann, Ansgar Klein und Eberhard Seidel das Archiv der Jugendkulturen als Verein, das sich zur Aufgabe gemacht hat, Zeugnisse aus und über Jugendkulturen zu sammeln, auszuwerten und der Öffentlichkeit wieder zugänglich zu machen. Er war bis 2011 ehrenamtlich Leiter und Vorstandsvorsitzender des Vereins.
2003 startete das Archiv der Jugendkulturen zur Publizierung seiner Forschungsergebnisse, aber auch von Selbstzeugnissen junger Menschen, einen gleichnamigen Verlag, den Klaus Farin ebenfalls ehrenamtlich als Geschäftsführer leitet. 2016 wurde der Verlag in „Hirnkost Verlag“ umbenannt. Er ist im Besitz von Vereinsmitgliedern, Autoren des Verlags und der Stiftung Respekt!. Diese entstand 2011 ebenfalls aus dem Archiv der Jugendkulturen heraus. Ihr Vorstand besteht aus ehemaligen Vorstandsmitgliedern des Archiv der Jugendkulturen e. V., Vorsitzender ist Klaus Farin.
Farin ist Beisitzer im Vorstand des Vereins Aktion Courage e. V., dem Träger von Schule ohne Rassismus – Schule mit Courage, bei dem sein Freund und Co-Autor Eberhard Seidel Geschäftsführer ist. Zudem ist er Mitgründer des PEN Berlin.
2021 und 2022 wurde Hirnkost mit dem Deutschen Verlagspreis ausgezeichnet.
Farin arbeitet seit den 1980er Jahren freiberuflich als politischer Bildner und unternimmt regelmäßig Vortragsreisen im deutschsprachigen Raum. Er lebt seit 1980 in Berlin-Neukölln.

## Publikationen und Kritik
Farin beschäftigt sich in seinen Werken hauptsächlich mit jugendlichen Subkulturen.
Zusammen mit Eberhard Seidel-Pielen verfasste Farin 1991 den Band Krieg in den Städten, welcher den Ansatzes verfolgte, die Jugendlichen selbst zu Wort kommen zu lassen. Aus dieser Arbeit heraus ergab sich eine längere Beschäftigung mit dem Themenkreis Rechtsradikale Jugendliche/Neonazis sowie Skinheads, welcher Publikationen zu anderen Jugendkulturen folgten.
Eine von Farin am 1. Dezember 2005 veröffentlichte Studie mit der These, „die rechte Szene im Osten sei out“, führte zu breiter Kritik auch von seinen Kollegen aus dem Archiv der Jugendkulturen.
2011 erregte Farin als Vorsitzender des Archiv der Jugendkulturen Aufsehen, als er ein Forschungsprojekt des Archivs über „Die Autonomen“, aus dem 2015 das gleichnamige Buch hervorging, aus dem Linksextremismus-Fördertopf des Bundesministeriums für Familie, Senioren, Frauen und Jugend fördern ließ und nach Zustellung des Bewilligungsbescheides öffentlich dem Verfassungsschutz Hausverbot im Archiv erteilte.
Sein in Katalogform mit vielen Bildern erschienenes Buch Frei.Wild: Südtirols konservative Antifaschisten über die Band Frei.Wild stieß auf Kritik. Wie der Journalist Andreas Speit in der TAZ berichtet, wurde das umstrittene Buch von Schule ohne Rassismus – Schule mit Courage (SOR) beworben, in dessen Trägerverein Farin sitzt. SOR wird von Farins Freund und Co-Autor Eberhard Seidel als Geschäftsführer geleitet. Mehrere Tageszeitungen gaben Farin daraufhin die Möglichkeit, in ausführlichen Interviews Stellung zu beziehen. Farin ging bei dem Buch ähnlich vor wie bei seinem Bestseller über die Band Böhse Onkelz, indem er insgesamt 4.206 Fans interviewte.
Bis heute hat Farin 30 Bücher mit einer Gesamtauflage von über 300.000 Exemplaren veröffentlicht. Neben seinen Arbeitsschwerpunkten Jugendkulturen und Migration/Flucht umfasst sein Werk auch literarische Biographien zu Karl May und Hans Fallada. Auszüge seiner Veröffentlichungen erschienen in über 60 Schulbüchern. Er war Mitarbeiter und Herausgeber mehrerer Zeitschriften, drehte Filme und produzierte Radio-Hörspiele und -Features.
2010 wurde Klaus Farin für das Archiv der Jugendkulturen mit dem Kulturpreis der Kulturpolitischen Gesellschaft ausgezeichnet. Am 15. Januar 2019 erhielt er für seine „Verdienste um die Kinder- und Jugendkultur im deutschsprachigen Raum“ das Bundesverdienstkreuz (offiziell: „Verdienstkreuz am Bande“) des Bundespräsidenten.

## Parteipolitik
Farin war bis 2018 insgesamt 20 Jahre Mitglied von Bündnis 90/Die Grünen, wovon ihn Christian Ströbele überzeugte. 2021 kandidierte er für die Klimaliste Berlin und ließ sich zur Bundestagswahl 2025 als Direktkandidat für Berlin-Neukölln für die Tierschutzpartei aufstellen.

## Film
- Skinheads Dokumentation (1996)[22][23] zusammen mit Rainer Fromm Sunny Bastards, Essen

## Schriften
- Die Wende – Jugend (rororo aktuell), mit Leo A. Müller, Rowohlt Verlag, Reinbek bei Hamburg, Oktober 1987
- proEmotion – Frauen im Rock-Business – Begegnungen – Gespräche – Reportagen, mit Anke Kuckuck, Rowohlt Verlag, 1987,
- Krieg in den Städten: Jugendgangs in Deutschland, 228 Seiten, mit Eberhard Seidel, Rotbuch Verlag Berlin, 1991, ISBN 3-88022-044-1.
- Rechtsruck: Rassismus im neuen Deutschland, 160 Seiten, mit Eberhard Seidel, Rotbuch Verlag Berlin, 1992, ISBN 3-88022-065-4
- Ohne Gewalt läuft nichts! Jugend und Gewalt in Deutschland., 304 Seiten, mit Eberhard Seidel, Bund-Verlag, Köln 1993, ISBN 3-7663-2430-6.
- Hans Fallada „Welche sind, die haben kein Glück“, 160 Seiten, Verlag Thomas Tilsner, Bad Tölz, 1993
- Skinheads 245 Seiten, mit Eberhard Seidel, Verlag C.H.Beck, München, ISBN 3-406-47583-3, 1993
- Die Scharfmacher., mit Eberhard Seidel, Rotbuch Verlag Berlin, 1994, ISBN 3-88022-343-2.
- Die dritte Halbzeit. Fußballfans und Hooligans, 142 Seiten, mit Harald Hauswald (Fotograf), BasisDruck GmbH, Berlin, Juni 1996
- Die Skins. Mythos und Realität. Christoph Links Verlag, Berlin, 1997
- Jugendkulturen zwischen Kommerz & Politik, 142 Seiten, mit  Frank Hofmann, Rüdiger Rossig, Boris Geilert (Fotograf), ehemals Archiv der Jugendkulturen Verlag KG nun Hirnkost KG, 1. Januar 1998
- Jugendkulturen in Thüringen, 102 Seiten, mit Ingo Weidenkaff und Roland Koletzki (Cover Design), ehemals Archiv der Jugendkulturen Verlag KG nun Hirnkost KG, 1. Januar 1999
- Rock von Rechts II. Milieus, Hintergründe und Materialien, 226 Seiten, mit Dieter Baacke und Jürgen Lauffer, Gesellschaft für Medienpädagogik und Kommunikationskultur, Bielefeld 1999, ISBN 3-929685-20-5
- Die Gothics. Weiss wie Schnee, Rot wie Blut und Schwarz wie Ebenholz, mit Kirsten Wallraff, Interviews, Fotografien, Thomas Tilsner Verlag, Bad Tölz, 2001, ISBN 3-933773-09-1
- generation-kick.de – Jugendsubkulturen heute (Beck’sche Reihe, Band 1407), 235 Seiten, C.H.Beck Verlag, 2001
- Reaktionäre Rebellen. Rechtsextreme Musik in Deutschland, 250 Seiten, Verlag Thomas Tilsner, Bad Tölz, 2001, ISBN 3-936068-04-6
- Artificial Tribes. Jugendliche Stammeskulturen in Deutschland, 240 Seiten, mit Hendrik Neubauer  2001,
- Freaks für Jesus. Die etwas anderen Christen, mit Conny Agel und Anna Busch, Verlag SPEED Comics, 2005
- Über die Jugend und andere Krankheiten: Essays und Reden 1994–2008 130 Seiten, 15. April 2008
- Karl May – Ein Popstar aus Sachsen 164 Seiten, ehemals Archiv der Jugendkulturen Verlag KG nun Hirnkost KG, 18. Januar 2012
- Buch der Erinnerungen: Die Fans der Böhsen Onkelz, 250 Seiten, ehemals Archiv der Jugendkulturen Verlag KG nun Hirnkost KG, 4. Juni 2014
- Die Autonomen 16. Februar 2015, 386 Seiten Verlag Hirnkost KG
- Frei.Wild: Südtirols konservative Antifaschisten, 400 Seiten, ehemals Archiv der Jugendkulturen Verlag KG nun Hirnkost KG, 27. April 2015
- Deutschrock. 30 Fragen 55 Bands, 240 Seiten, Edition Hirnkost, Dezember 2015
- Unsere Antwort. Die AfD und wir. Schriftsteller*innen und der Rechtspopulismus, 168 Seiten, gemeinsam mit Zoë Beck, Nina George, Sophie Sumburane, Michael Wildenhain u. a., Hirnkost, Mai 2018
- Flucht aus Syrien – neue Heimat Deutschland?, Hrsg. gemeinsam mit Rafik Schami, 391 Seiten, Hirnkost, Juli 2018